# Alaszkai csigaforgató
Az alaszkai csigaforgató (Haematopus bachmani) a madarak osztályának lilealakúak (Charadriiformes) rendjébe, ezen belül a csigaforgatófélék (Haematopodidae) családjába tartozó faj.

## Rendszerezése
A fajt John James Audubon amerikai ornitológus írta le 1838-ban.

## Előfordulása
Kanada az Amerikai Egyesült Államok és Mexikó területén honos. Természetes élőhelyei a Csendes-óceán sziklás partvidéke Alaszkától a Baja Californiáig.

## Megjelenése
Testhossza 45 centiméter, testtömeg 555-750 gramm. Tollazata fekete és sötétbarna, a szeme sárga, vörös gyűrűvel, a csőre vörös és a lábai rózsaszínűek.
|  |

## Életmódja
Az árapály zónában keresgéli puhatestűekből, csigákból, kagylókból és rákokból álló táplálékát.

## Szaporodása
Fészkét kövek közé rakja. Fészekalja 2-3 tojásból áll, melyen mindkét a két szülő kotlik, 26-28 napig.
|  |

A Természetvédelmi Világszövetség Vörös listáján nem szerepel.